# Góry Flindersa
Góry Flindersa (ang. Flinders Ranges) – pasmo górskie znajdujące się na terenie Australii Południowej. Łańcuch górski ma długość prawie 500 km, zaczyna się na północnym końcu Zatoki Świętego Wincentego i biegnie w kierunku północnym, najwyższym szczytem jest Saint Mary Peak (1171 m n.p.m.).
Góry zbudowane są głównie ze skał osadowych, w których znajduje się bardzo dużo skamielin z okresu prekambryjskiego (fauna ediakarańska ze wzgórz Ediacara leżących w północnej części Gór Flindersa), uformowane zostały w czasie powstania geosynkliny adelajdzkiej. Porasta je skrub i eukaliptusy. Wczesną wiosną góry pokryte są wielokolorowym dywanem kwiatów.
W górach znajduje się wiele pamiątek po aborygeńskich plemionach zamieszkujących kiedyś ten teren, w Yourambulla i Arkaroo znajdują się malowidła w jaskiniach, a w Sacred Canyon i Chambers Gorge są rzeźby naskalne. Znajduje się tam zamknięta w 2015 roku kopalnia odkrywkowa węgla brunatnego (Leigh Creek); dawniej w górach wydobywano też srebro oraz rudy ołowiu i miedzi.
Góry Flindersa to jedna z najpopularniejszych atrakcji turystycznych w Australii Południowej. Część gór obejmuje park narodowy, znakomicie rozwinięta jest sieć obsługi turystów. Pierwsze szlaki turystyczne znakował tu na przełomie lat 50. i 60. XX w. Władysław Midowicz.